# 三口镇 (浏阳市)

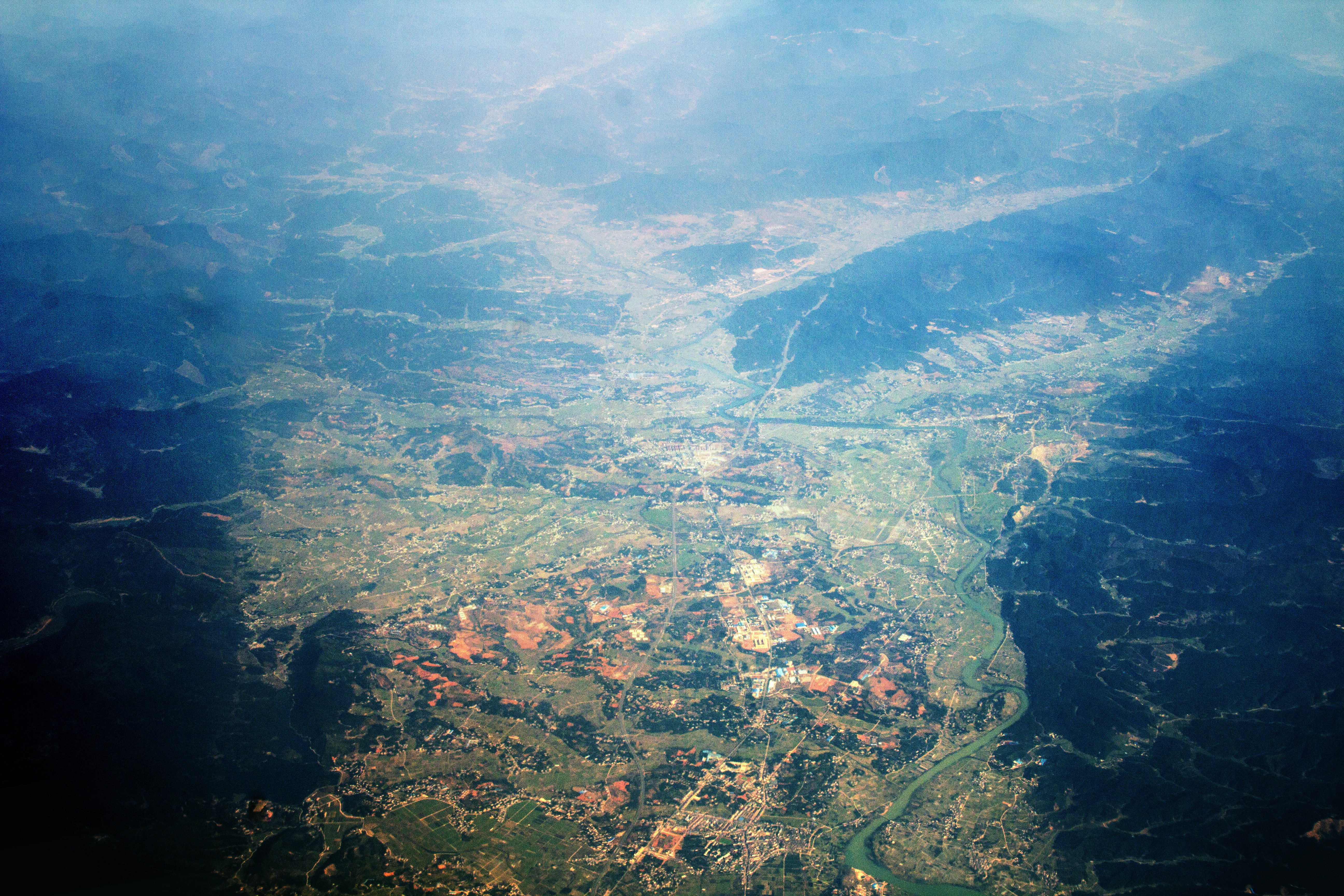
三口镇和沿溪镇

三口镇为中国湖南省浏阳市下辖行政建制镇。三口位于浏阳市中部偏北。辖域东半部与沿溪镇接壤，西半部与古港镇毗邻。全镇总面积55.5平方公里，下辖6个行政村1社区，总人口20,990人(2000年人口普查)。行政机构驻东盈村。

## 历史
- 1950年属浏阳县第一区，1956年为三口乡，1958年改古港公社，1961年改三口公社。
- 1983年复为三口乡。
- 1997年下辖小水龙、三口、一坝、黄岗桥、白路、阳春、竹山坪、石泉、小湘、光华、严坑、六碓、龙村等13个行政村。
- 2015年11月18日，三口镇、古港镇成建制合并设立古港镇。[1]

## 行政区划
三口镇现辖：
郭家亭社区、白露村、金园村、鹤源村、花城村、华湘村和东盈村。